# Nezār (ort i Iran)
Nezār (persiska: Nezāz, نزاز, نزار) är en ort i Iran.   Den ligger i provinsen Kurdistan, i den nordvästra delen av landet, 400 km väster om huvudstaden Teheran. Nezār ligger 1 389 meter över havet och antalet invånare är 484.
Terrängen runt Nezār är bergig åt sydost, men åt nordväst är den kuperad. Nezār ligger nere i en dal. Runt Nezār är det ganska tätbefolkat, med 65 invånare per kvadratkilometer. Närmaste större samhälle är Sarchī, 7,5 km sydost om Nezār. Trakten runt Nezār består i huvudsak av gräsmarker.